# Distrito de La Victoria (Chiclayo)
El distrito de La Victoria  es uno de los veinte que conforman la provincia de Chiclayo, ubicada en el departamento de Lambayeque, en el Norte de Perú. Su parte norte está totalmente urbanizada y conurbada con el área metropolitana de Chiclayo.
Desde el punto de vista jerárquico de la Iglesia católica, forma parte de la diócesis de Chiclayo.

## Historia
Fue creado por Ley 23926 el 13 de septiembre de 1984, siendo Presidente de la República Fernando Belaúnde Terry.
Está ubicado al sur de la ciudad de Chiclayo, su relieve es llano y su extensión territorial es de 32 km². A fines de la década del cincuenta en tierras del fundo Chapuce propiedad del distrito de Reque, se asentaron un grupo de familias para habitar en viviendas rústicas localizadas a un costado de la Panamericana Sur. Posteriormente las autoridades de aquel entonces de la Municipalidad de Reque con buen criterio impusieron el trabajo de planificación, con el asesoramiento técnico de ingenieros venidos de Lima, quienes inician el trazo de la ciudad dando lugar a la creación del Sector IV, posteriormente con técnicos del Municipio de Reque se continúa con el trazo dando lugar a la creación de los sectores I, II y III. La Victoria nace oficialmente con el nombre de “Barrio Marginal La Victoria” el 8 de septiembre de 1961 a través de la Resolución N.º 131 de la Corporación Nacional de Vivienda. En aplicación de la Ley 13617 (barrios marginales) art. 31 Título 10. 
Desde el 9 de febrero de 1972 oficialmente la Victoria deja de ser barrio marginal y pasa a ser un Pueblo Joven.  Nace el distrito el 6 de julio de 1980, se elige el Comité Pro Elevación a Distrito del Pueblo Joven La Victoria, recayendo la presidencia en José Félix Paz Pérez. El origen de La Victoria está relacionado con la política económica y financiera del Concejo Distrital de Reque, como su propietario y fundamentalmente al fenómeno demográfico de la inmigración de habitantes de los pueblos de la Sierra de Cajamarca, Bagua, Jaén y de los pueblos del departamento cercanos al distrito. 
Actualmente el distrito de La Victoria cuenta con los siguientes Pueblos Jóvenes: 
- El Bosque
- 1.º de Junio
- Antonio Raymondi
- Víctor Raúl Haya de la Torre
- Ampliación Víctor Raúl Haya de la Torre

Igualmente, cuenta con los siguientes asentamientos humanos:
- Los Nogales
- Santa Isabel
- Santo Domingo
- 7 de Agosto
- Santo Tomás
- Los Rosales
- La urbanización Santa Rosa

## Geografía
Altitud:  28 Altitud (m s. n. m.)
Ubicación geográfica:  Latitud Sur: 6°47′18″   Longitud Oeste: 79°50′12″
Tiene una superficie de 32.000 km².

### Recursos naturales
Sus suelos no son muy extensos, existen terrenos de cultivo, algunos fértiles, y otros que presentan salinización.
Su flora está conservada en los parques y alrededores de la ciudad, y tienen acequias que riegan de agua sus cultivos, que se encuentran al extremo  suroeste del distrito

## Autoridades

### Municipales
- 2023-2026[2]

- Alcalde: EDWIN GONZALO VASQUEZ SANCHEZ, del Partido Político Alianza para el Progreso (TxL).[3]
- Regidores: YUVITSA MILLEY DIAZ BRAVO , MOISES PINEDO REATEGUI , RUBIT YADIRA CHAVEZ CHAVEZ, SANTOS GENARO CHAVARRY CASTAÑEDA,YRMA REYMUNDO MECHATO DE MALAVER,  RENSSO JANPIER RAMIREZ CUEVA , DANIEL ALEXANDER GONZALES DAVILA, DINA LILIANA MUJICA ALFARO, LADY ANGELICA CERNA TARRILLO.

- 2019-2022[2]

- Alcalde: Raúl Rony Olivera Morales, del Movimiento Podemos por el Progreso del Perú (TxL).[3]
- Regidores: Yuvitsa Milley Díaz Bravo,Rubén Barrantes Becerra, Teófilo Germán Mirez Bustamante, José Nelson Villegas Campos, Wilmer Eugenio Custodio Adanaque, Richard Cristian Adanaque Bravo, Maricielo Estephany Pita Izquierdo, Santos Genaro Chavarry Castañeda, José Isidro Carrera Cervantes.
- Gerencias: Richard Otiniano Molocho.(Gte.Rentas),Luis Peña Delgado.(Gte. Asesoría Jurídica y Procuraduría),Guillermo Valiente Salazar.(Gte. Administración), César Augusto Rodríguez Villegas.(Gte.Planificación, Presupuesto y Cooperación Técnica Internacional,Guillermo Ricardo Valiente Salazar(Gte.Municipal),Alicia Paz Monteza.(Gte.Secretaria General),Jorge Wilmer Capuñay Torres(Gte.Seguridad Ciudadana y Servicios Públicos).

- 2015-2018[2]

- Alcalde:  Anselmo Lozano Centurión, del Partido Fuerza Popular (K).
- Regidores: Leoncio Paucar Merino (K), Luis Alberto Díaz Bravo (K), María Esther Collantes Santisteban (K), Wilton Vidauro Carpio Campos (K), Jackeline Vanessa Bustamante Bravo (K), Teófilo Germán Mirez Bustamante (K), Deyvin Flores González (Partido Humanista Peruano), Segundo Valdemar Carbajal Fanso (Partido Humanista Peruano), Raúl Rony Olivera Morales (Alianza para el Progreso APP).

- 2011 - 2014
  - Alcalde: Anselmo Lozano Centurión.
- 2007 - 2010
  - Alcalde: Anselmo Lozano Centurión.

### Policiales
- Comisaría 
  - Comisarioː Cmdte. PNP Manuel Wilmer Farias Zapata.[4]

### Religiosas
- Diócesis de Chiclayo[5]
  - Obispo de Chiclayo: Mons. Robert Francis Prevost, OSA[6]
- ̈Parroquia San José Obrero[7]
  - Párroco: Pbro. Bernardino Gil Hernández.
  - Vicario parroquial: Pbro. Ángel Peña Flores.
- ̈Parroquia Beato Juan XXIII[7]
  - Adm. Parroquial: Pbro. Bernardo Herrera Chinchay, CSFX.